# シネリンピック!
シネリンピック！は2009年8月2日（日本時間）に横浜市西区みなとみらいのBrillia SHORT SHORTS THEATER（ブリリア ショートショート シアター）とアメリカ合衆国のロス・アンゼルスで
第1回が開催された日米同時刻開催型の映画祭。
日本とアメリカの両劇場で全く同時にスタートされ、短編映画による5ジャンル（ホラー／サスペンス、コメディー／アクション、アニメーション、ラブロマンス、ドラマ／ヒューマン）の種目で各国の代表作品同士が争った。

## 歴史
シネリンピック！は2008年にアメリカ合衆国カリフォルニア州ロサンゼルス郡の日本人留学生達によるイベント運営団体「B.E Organization」により企画され、その後2009年初旬にコスモボックス株式会社が参加し、正式に共同主催する事となった。